# Будахув
Будахув (пол. Budachów) — село в Польщі, у гміні Битниця Кросненського повіту Любуського воєводства.
Населення — 655 осіб (2011).
У 1975-1998 роках село належало до Зеленогурського воєводства.

## Демографія
Демографічна структура станом на 31 березня 2011 року:
|          | Загалом | Допрацездатний вік | Працездатний вік | Постпрацездатний вік |
| -------- | ------- | ------------------ | ---------------- | -------------------- |
| Чоловіки | 343     | 86                 | 234              | 23                   |
| Жінки    | 312     | 50                 | 199              | 63                   |
| Разом    | 655     | 136                | 433              | 86                   |